# Ernst Schleith
Ernst Friedrich Schleith (* 23. Mai 1871 in Wieslet; † 11. Februar 1940 ebenda) war ein deutscher Kunstmaler und Zeichner.

## Leben und Werk

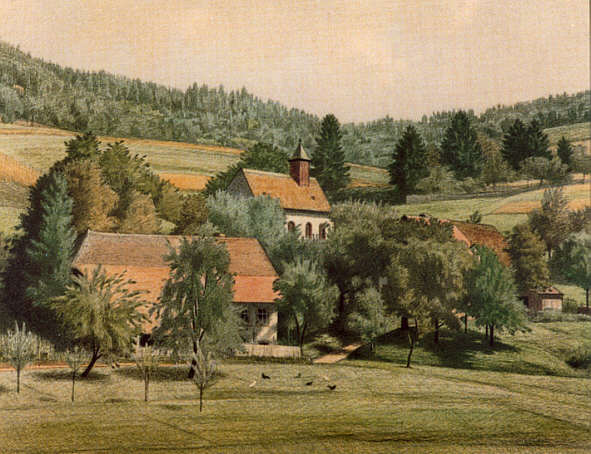
Gresgen mit Nikolauskirche, Zeichnung von Ernst Schleith

Schleiths außergewöhnliches Zeichentalent wurde schon in der Dorfschule von seinem Lehrer gefördert, auch der Pfarrer sorgte dafür, dass er 1886 in Schopfheim die Gewerbeschule besuchen konnte. Von da an ging es weiter in die Kunstgewerbeschule in Karlsruhe. Hier studierte er wie Hermann Daur aus Lörrach bei Franz Sales Meyer und Max Laeuger. Er war ab 1892 unter anderem Meisterschüler bei Robert Poetzelberger, Hans Thoma und Ernst Schurth.
1900 wurde er zum Leiter einer privaten Zeichenschule für Damen in Halle (Saale) berufen. Darauf folgte von 1906 bis 1907 ein Studienaufenthalt in München. 1910 bis 1912 unterhielt er ein Atelier in Karlsruhe, das er wegen einer Erkrankung aufgeben musste. Er kehrte zurück ins Wiesental. Von 1914 bis 1916 war er Soldat. 1919 bezog er ein Atelier in der Schule von Wieslet und betätigte sich als Porträtist und Landschaftsmaler, danach überwiegend als Zeichner.
Seine Zeichnungen sind von fotografischer Naturtreue und mit einem feinkörnigen Raster gestrichelt und gepunktet. Hell und Dunkel konnte er so in feinsten Nuancen darstellen.

## Würdigung
Seit Mai 2011 wurde im Dachgeschoss der Schule in Wieslet sein Atelier, die Ernst-Schleith-Stube, wiedereröffnet.
Die Nachbarschaftsgrundschule Steinen-Weitenau-Wieslet in dem Wieslet benachbarten Steinemer Ortsteil Weitenau ist nach Ernst Schleith benannt.